# Le Mesnil-Herman
Le Mesnil-Herman foi uma comuna francesa na região administrativa da Normandia, no departamento Mancha. Estendia-se por uma área de 1,92 km². Em 2010 a comuna tinha 148 habitantes (densidade: 77,1 hab./km²).
Em 1 de janeiro de 2019, passou a formar parte da nova comuna de Bourgvallées.